# Зек (Німеччина)
Зек (нім. Seck) — громада в Німеччині, розташована в землі Рейнланд-Пфальц. Входить до складу району Вестервальд. Складова частина об'єднання громад Реннерод.
Площа — 8,62 км2. Населення становить 1148 ос. (станом на 31 грудня 2020).